# Бенедикт Савоа
Бенедѝкт Савоа̀ (на френски: Bénédicte Savoy, [beneˈdiktə savˈwa]) е френска историчка на изкуството, работила дълго време и в Германия.
Родена е на 22 май 1972 година в Париж. През 1994 година завършва „Екол нормал“ във Фонтене, след това учи и в Хумболтовия университет в Берлин. През 2000 година защитава докторат в Университета „Париж-VIII“, след което преподава история на изкуството в Техническия университет – Берлин. През 2016 – 2021 година преподава и в Колеж дьо Франс. Получава по-широка известност през 2018 година, когато съвместно с Фервин Сар изготвя по поръчка на френското правителство доклад за придобитите по съмнителен начин африкански произведения на изкуството във френски обществени сбирки.